# U.S. Men's Clay Court Championships 2018
U.S. Men's Clay Court Championships 2018 — тенісний турнір, що проходив на ґрунтових кортах у місті Х'юстон, США з 9 квітня. Належав до категорії ATP World Tour 250.

## Фінальна частина

### Одиночний розряд
Стів Джонсон —  Тенніс Сендгрен 7–6(7–2), 2–6, 6–4

### Парний розряд
Максим Мирний /  Філіпп Освальд —  Андре Бегеманн /  Антоніо Шанчич 6–7(2–7), 6–4, [11–9]